# Klif

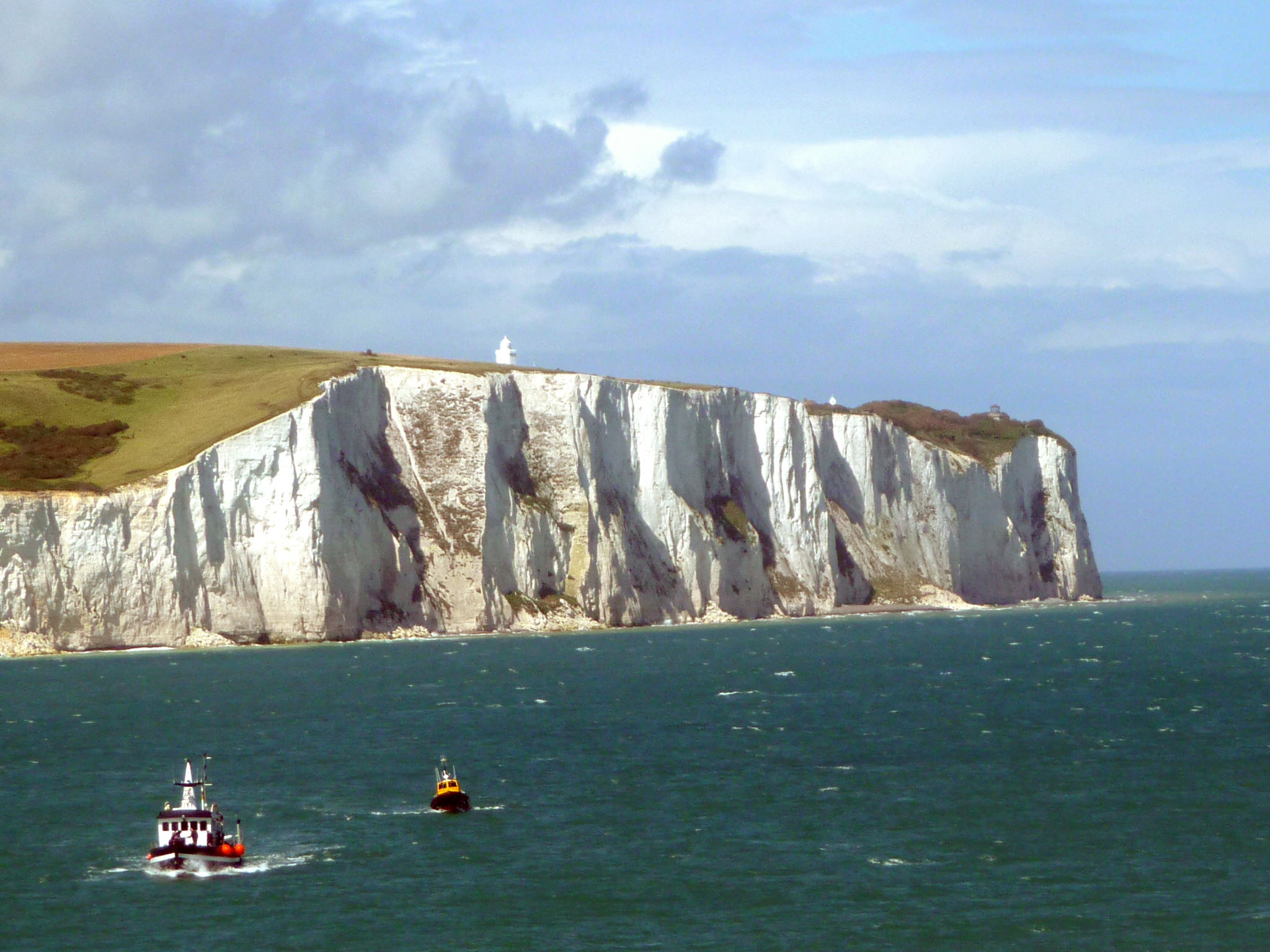
Klif u wybrzeży Dover (Wielka Brytania)

Klif żywy:
1 Nisza abrazyjna
2 Platforma abrazyjna
3 Platforma akumulacyjna

Klif (faleza, urwisko brzegowe) – stroma, często pionowa ściana brzegu morskiego lub jeziornego, utworzona wskutek procesu abrazji (ścierania brzegu przez okruchy skalne poruszane przez fale) zachodzącego u jej podstawy na styku z platformą abrazyjną.
Według Księgi rekordów Guinnessa największy klif na Ziemi znajduje się na Hawajach, na północnym wybrzeżu wyspy Molokaʻi niedaleko Umilehi Point i wznosi się 1010 m nad poziomem wody.

## Podział
Ze względu na aktualność procesu abrazji wyróżnia się:
- klif żywy (klif czynny, klif aktywny) – położony w strefie oddziaływania fal i przez nie niszczony; tworzy ostro zarysowaną, często pionową krawędź z wyraźną niszą abrazyjną (podciosem brzegowym) u podstawy; w miarę pogłębiania się podciosu ma miejsce obrywanie się i cofanie brzegu;
- klif martwy – położony poza strefą oddziaływania fal, zatem niepodlegający już procesowi abrazji; zwykle pokryty grubą warstwą osadów stokowych;
- klif odmłodzony – klif martwy, ponownie jednak podcinany przez fale wskutek obniżenia się wybrzeża, podniesienia poziomu wody, lub okresowo w czasie bardzo silnych sztormów.

Ze względu na ułożenie warstw skalnych wyróżnia się:
- klif strukturalny – utworzony w warstwach nachylonych w stronę lądu;
- klif ześlizgowy – utworzony w warstwach nachylonych w stronę morza lub jeziora; oprócz procesu abrazji modeluje go również osuwanie i ześlizgiwanie się materiału skalnego.